# Природная арка
Природная арка (иногда Скальные ворота) — имеющие вид ворот, арок, мостов или окон скальные образования, образовавшиеся в результате эрозии выветривания или растворения горных пород.

## Геология
Сквозная часть ворот или арки обычно окружена россыпями камней, толщина её как правило соответствует ширине и высоте отверстия. Размеры его могут быть самыми различными, от нескольких сантиметров до сотни метров. 
Эрозия, ведущая к образованию скальных арок, имеет место у всех горных пород. Наиболее подвержены ей песчаники и известняки, так как эти породы быстрее других разрушаются под воздействием воды и выветривания. Зачастую скальные ворота появляются под действием горных речек и ручьёв, текущих затем через такие «ворота». На морском побережье подобные скальные образования возникают в результате непрекращающейся «работы» прибоя. 
Механизм возникновения подобных каменных арок и скальных ворот состоит в удалении частиц породы, как правило в результате эрозии. Микроскопическое разрушение породы происходит за счёт растворения некоторых веществ (например, цемента). Макроскопическое разрушение возникает путём образования пустот в породе как результат различных геологических процессов, например за счёт перераспределения давления либо тектонических действий — поднятий (опусканий) или растяжения пластов. Формы воздействий при образовании скальных ворот могут комбинироваться. Возникновение и перемещение ледников также может способствовать их возникновению, как и прохождение потоков лавы при извержениях вулканов (так называемые лавовые трубы). 
Немалую роль в образовании скальных ворот и арок играют также такие факторы, как резкие перепады температур, циклические периоды образования льда и его таяния, и прочие, ведущие к образованию трещин на скалах.

## Галерея

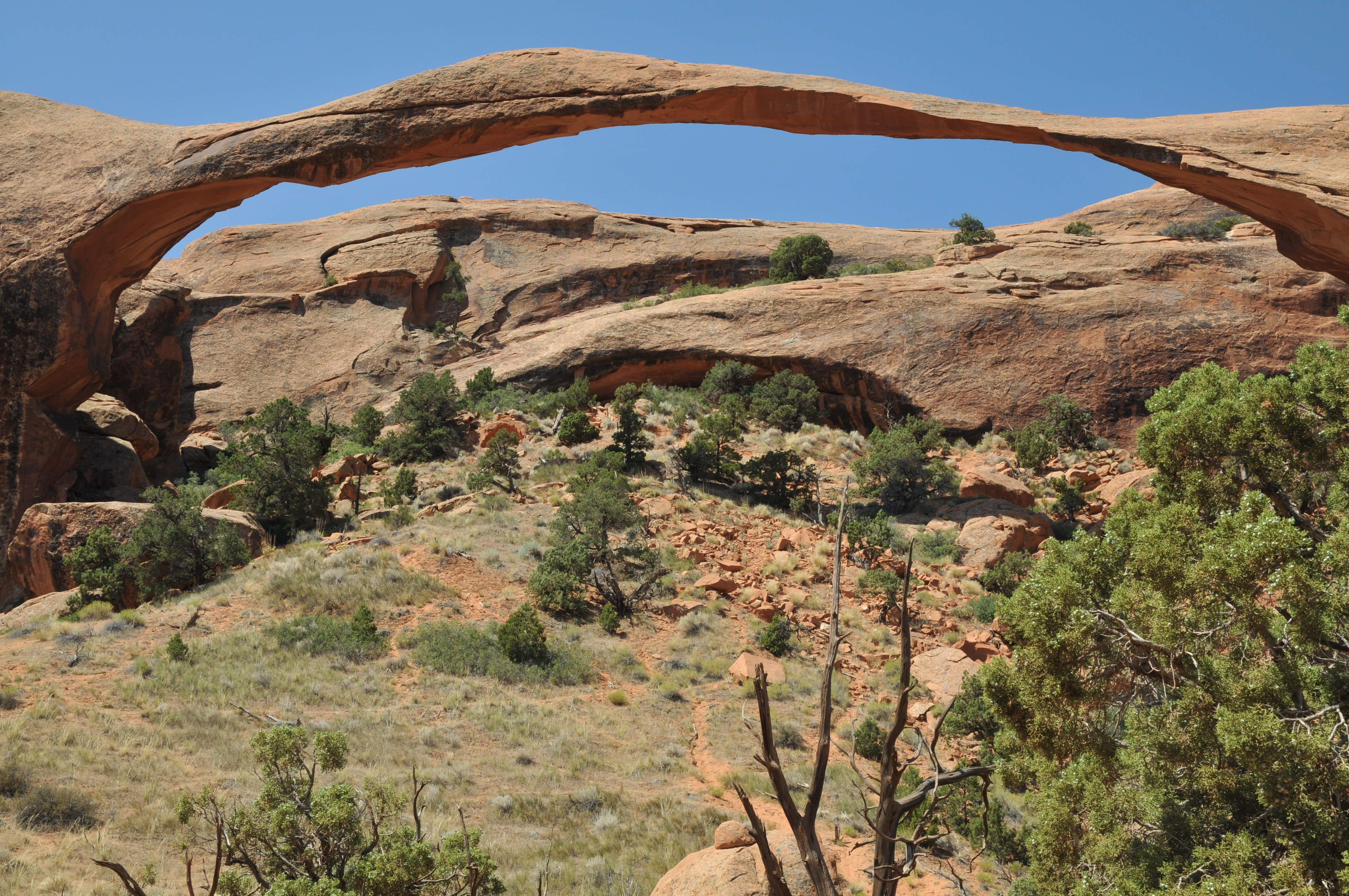
Лэндскейп-Арк, Юта, США
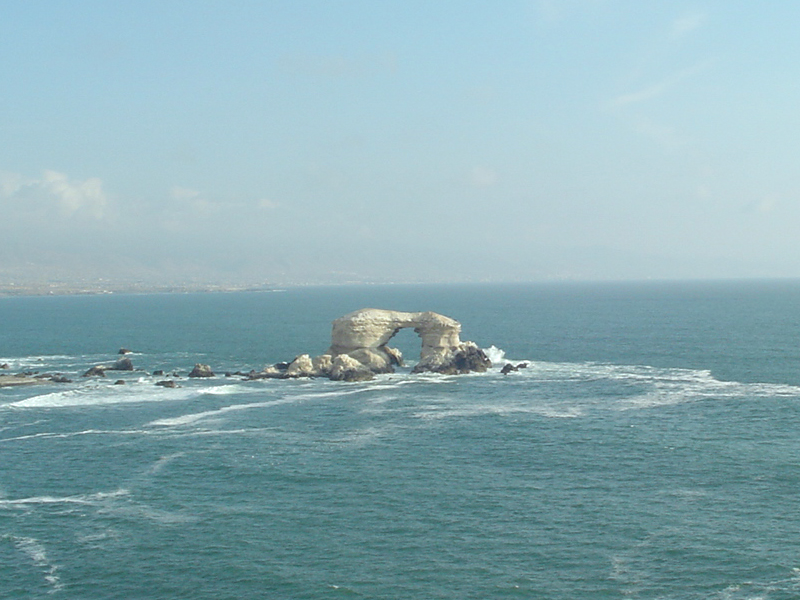
La Portada, Чили
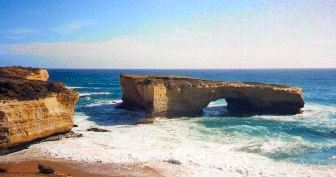
Лондонская арка, Австралия
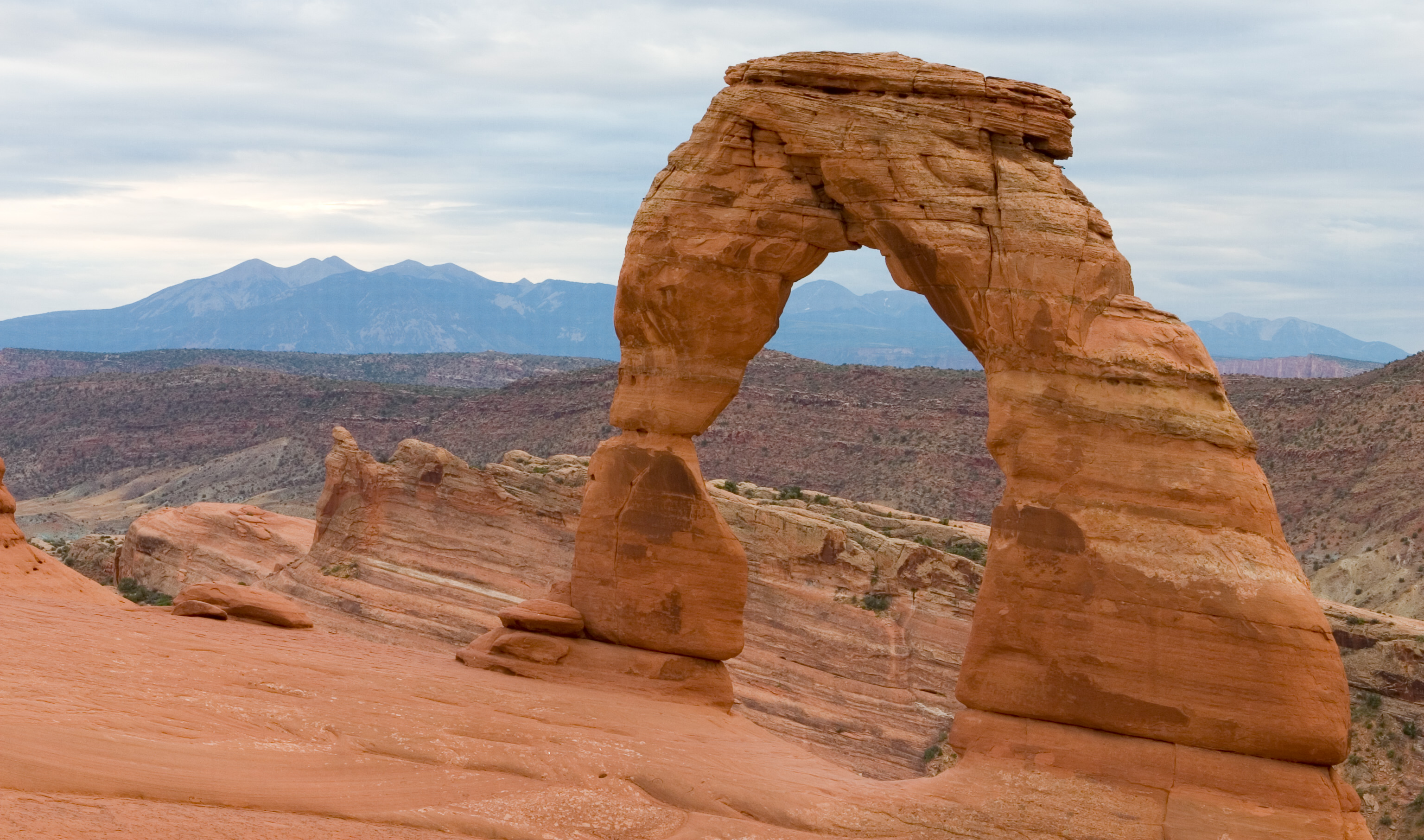
Двадцатиметровая Изящная арка, Юта, США
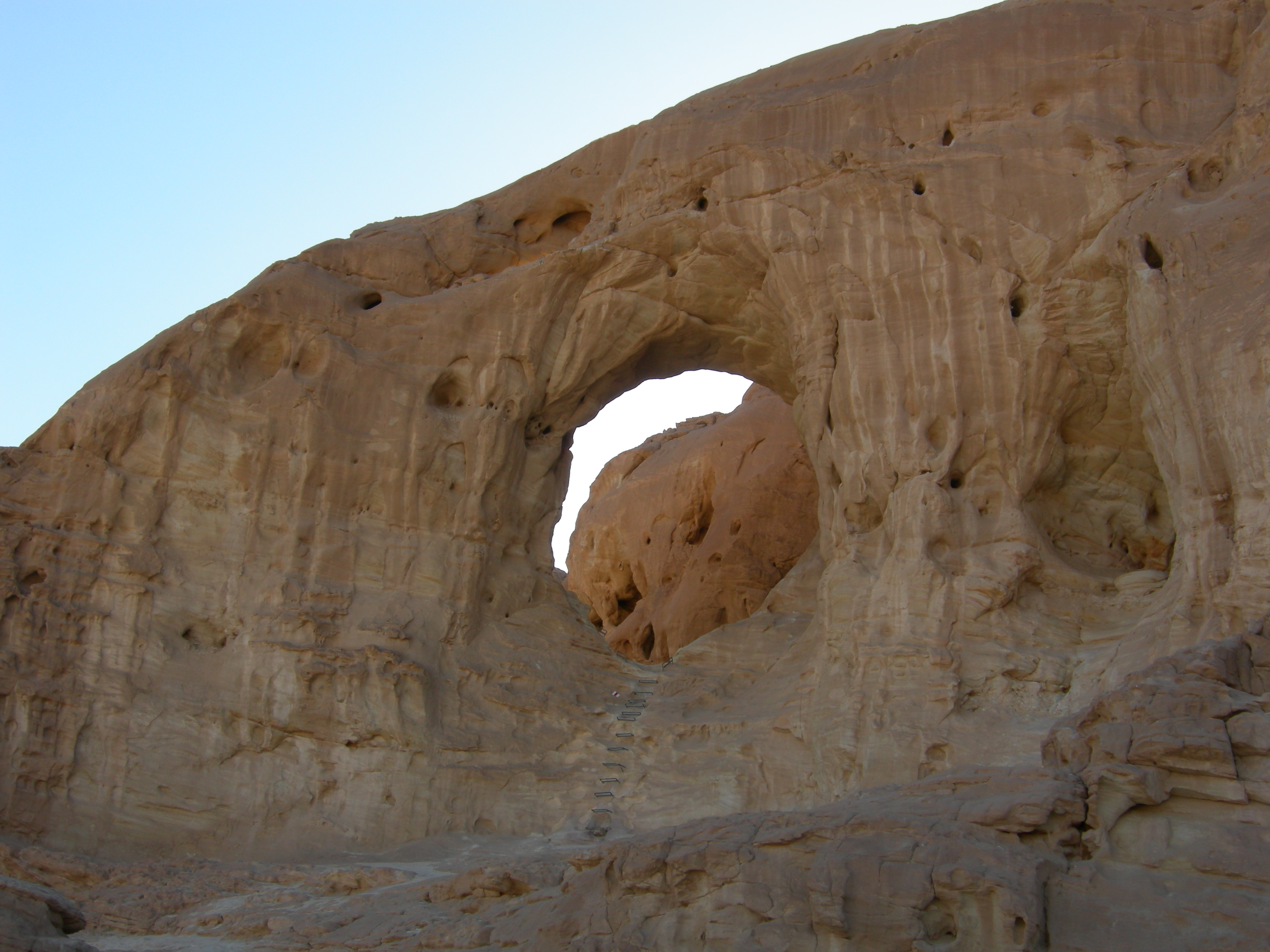
Скальная арка в долине Тимна, пустыня Негев, Израиль
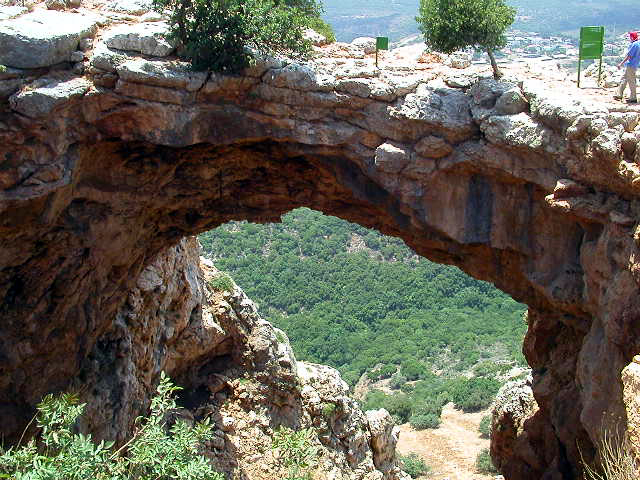
Арка Rainbow Cave Галилея, Израиль
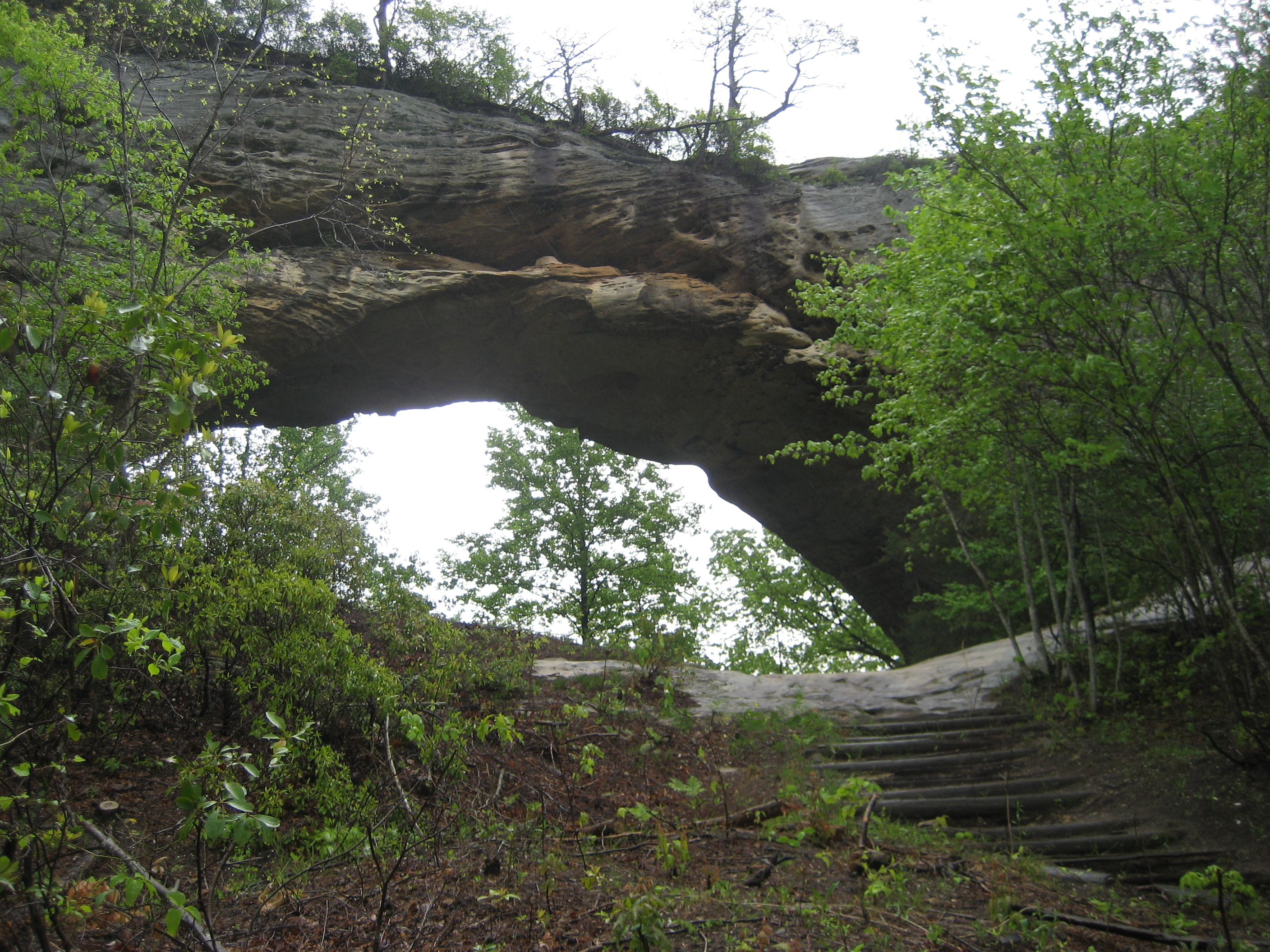
Природная арка в национальном парке Daniel Boone National Forest, Кентукки, США
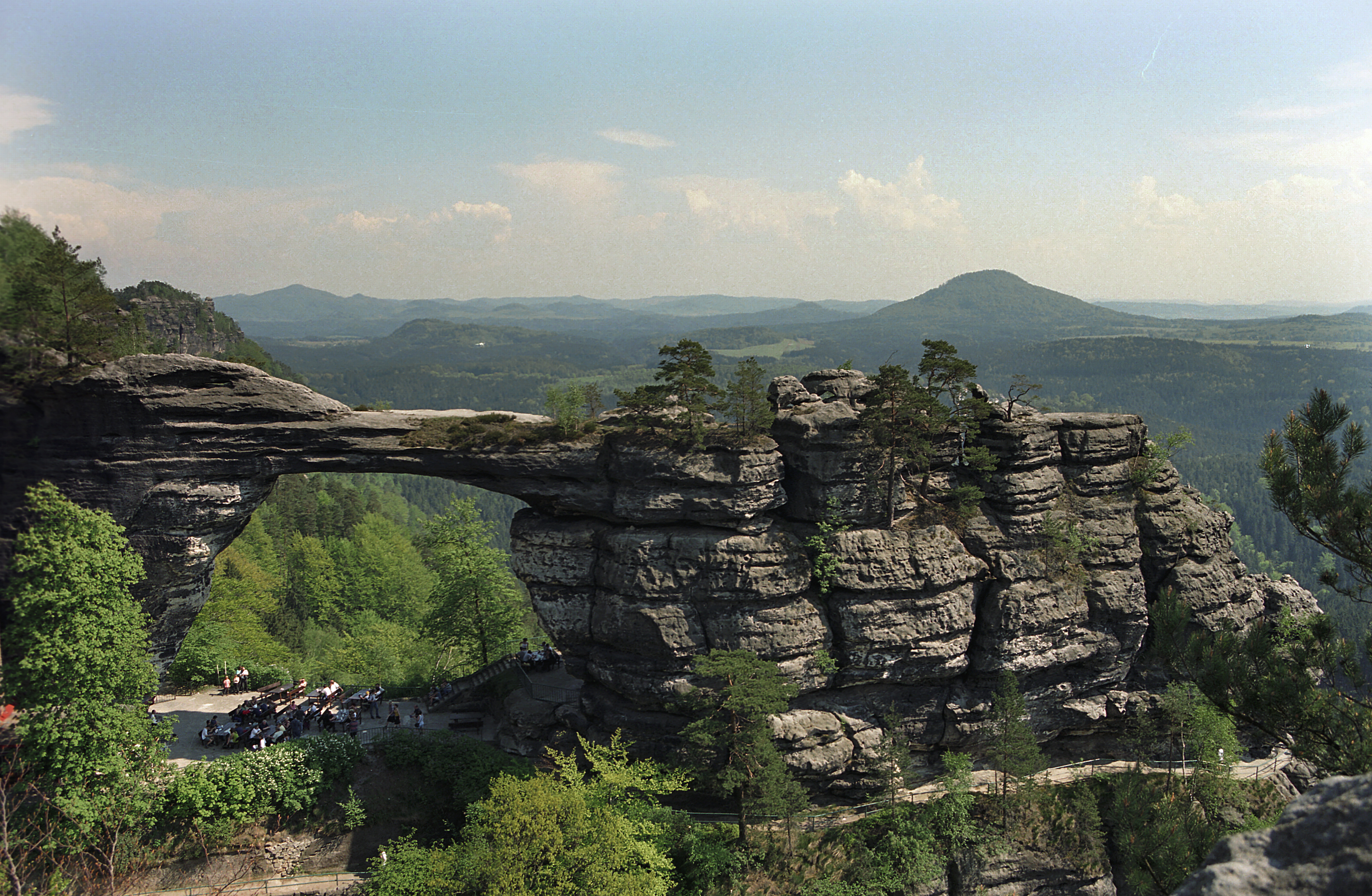
Правчицкие ворота в Чешской Швейцарии, Чехия
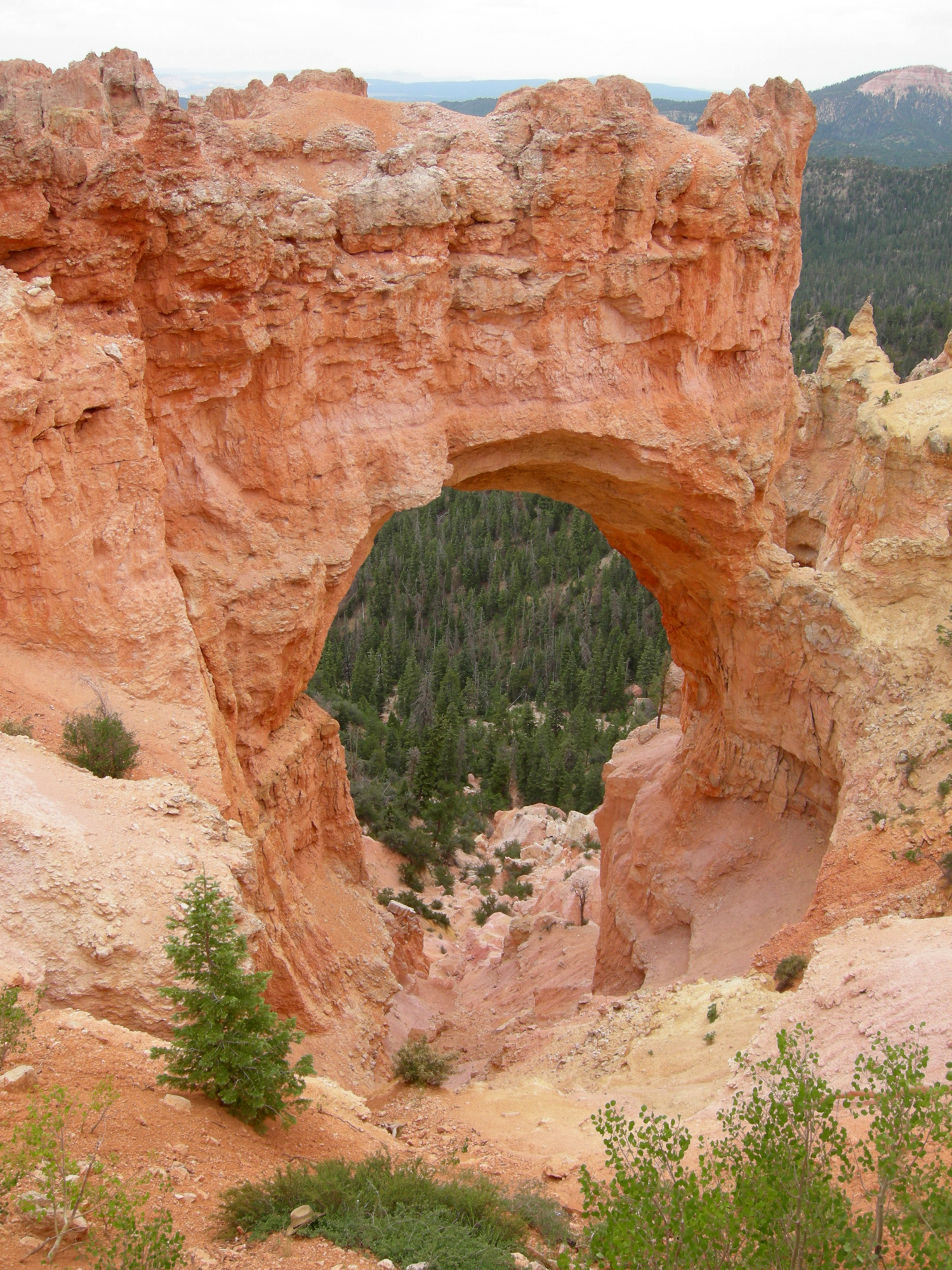
Брайс-Каньон, Юта, США
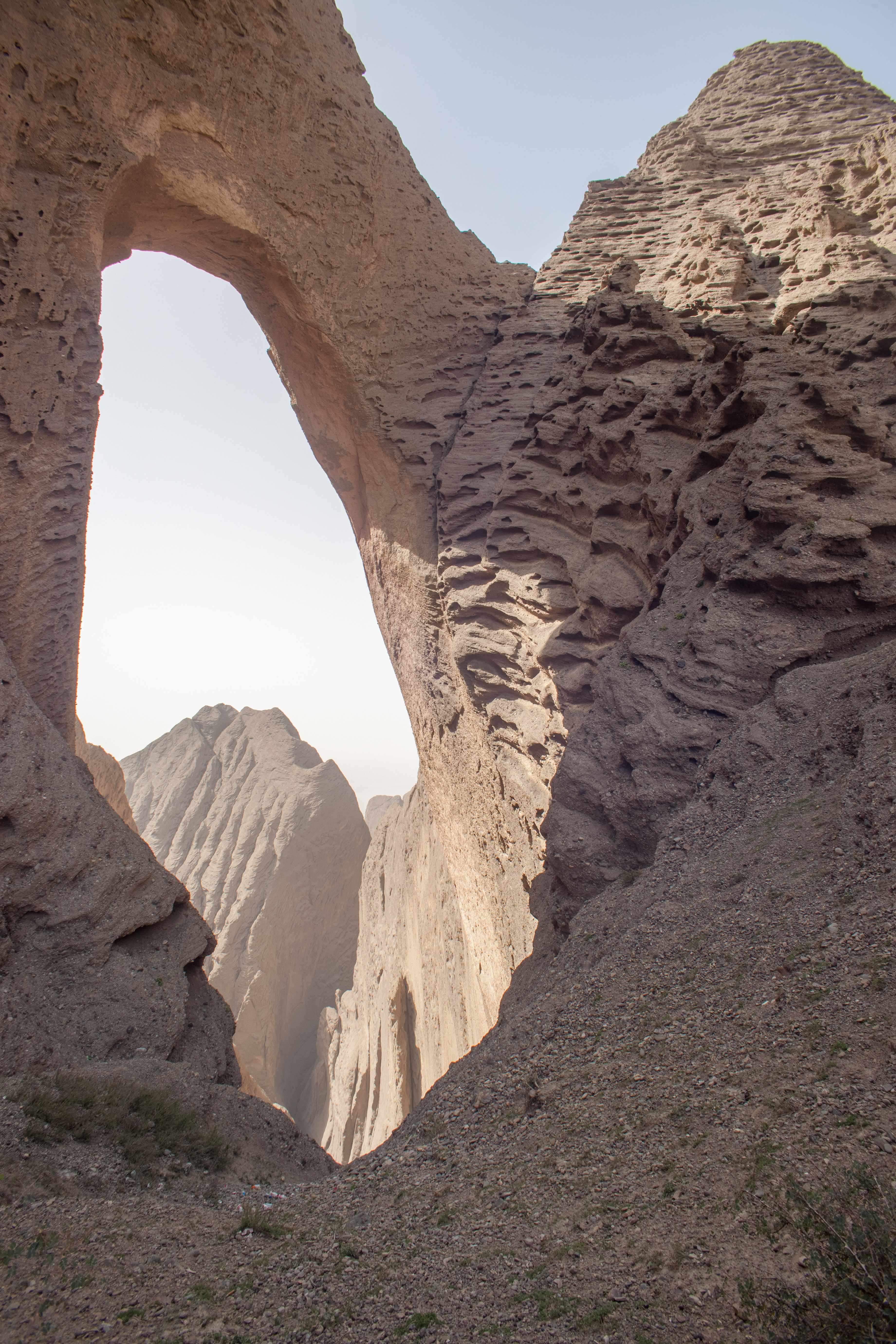
Арка Шиптона в Синцзяне, КНР
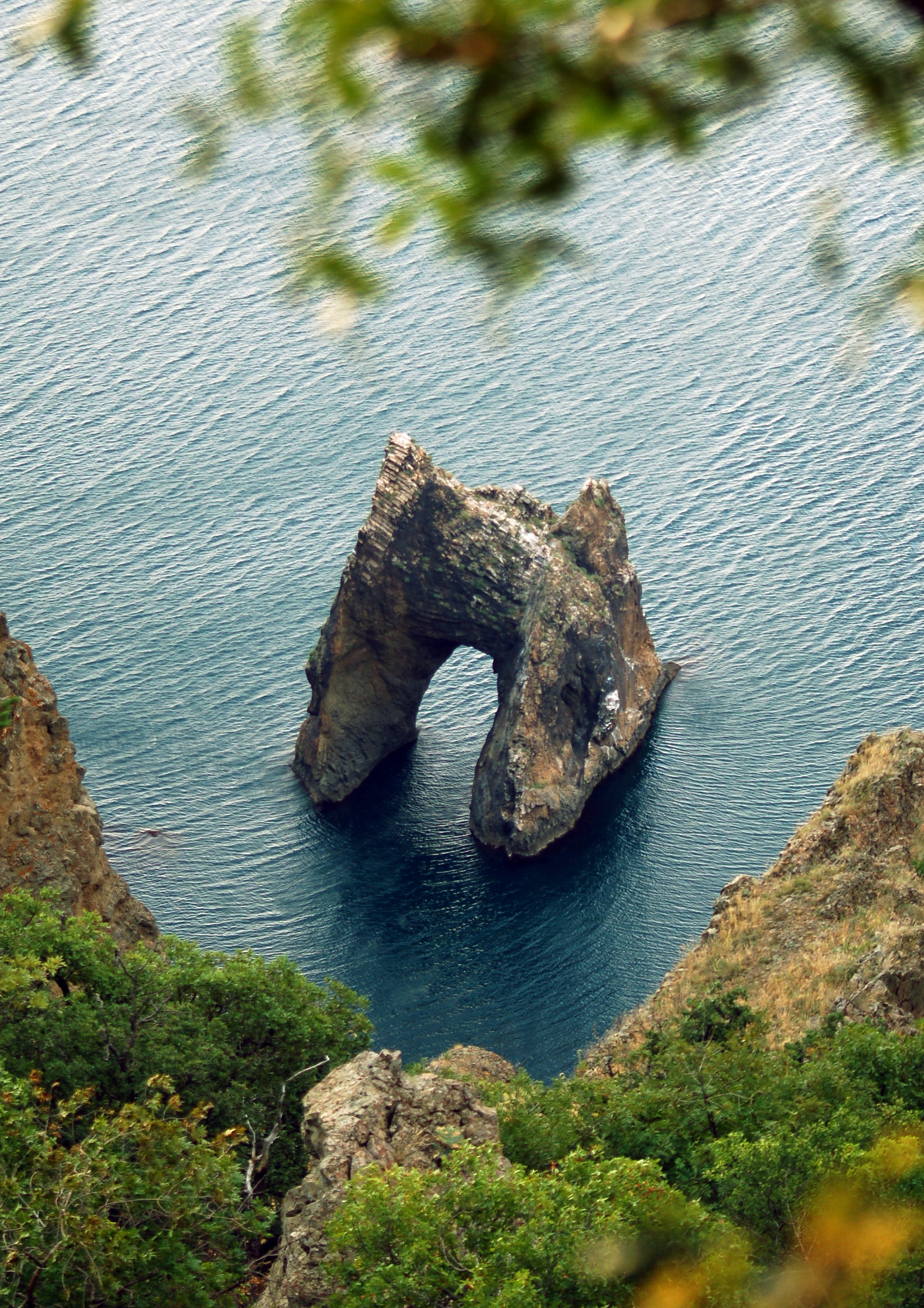
Скала «Золотые Ворота», Кара-Даг, Крым
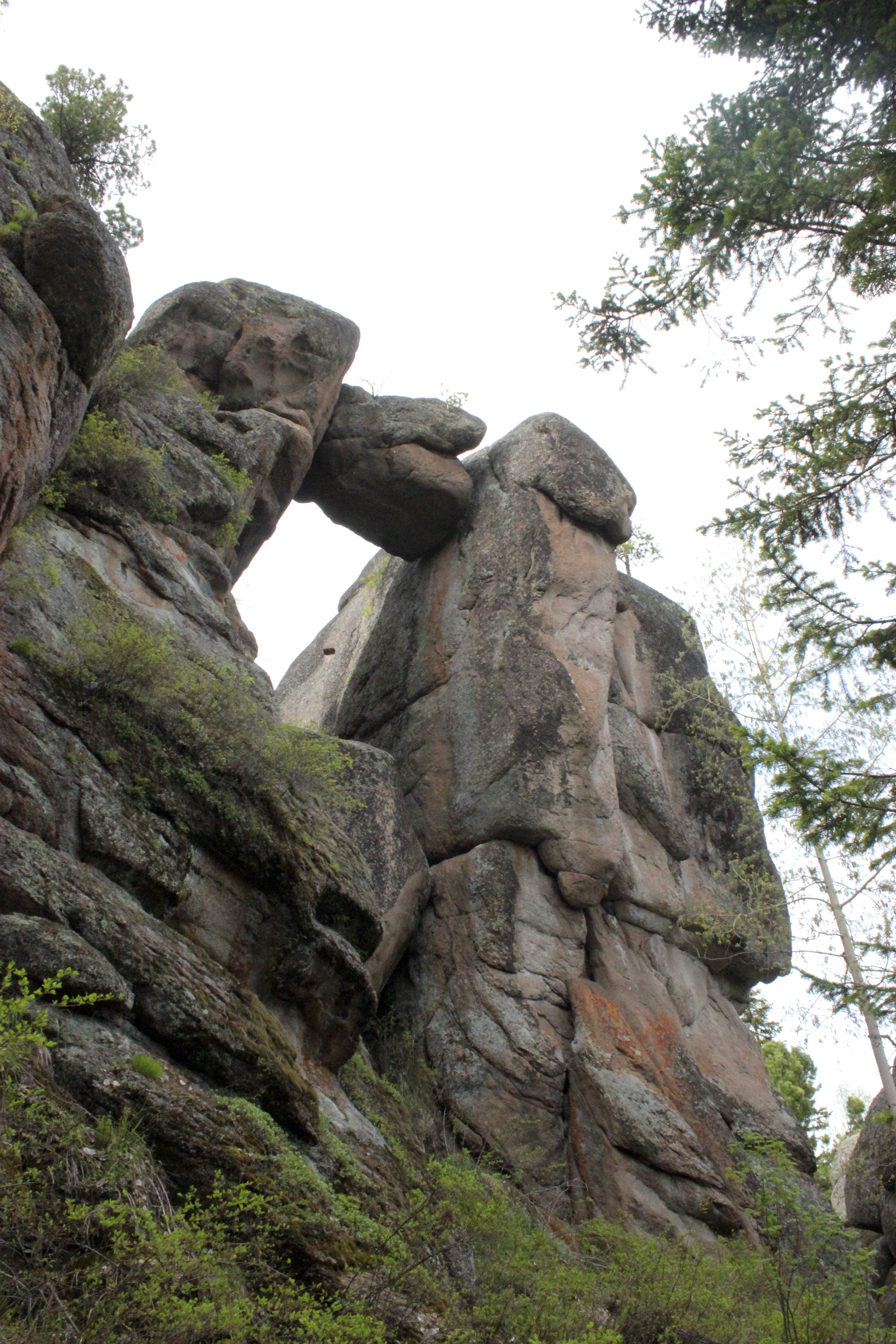
Скала «Львиные ворота», Красноярские Столбы
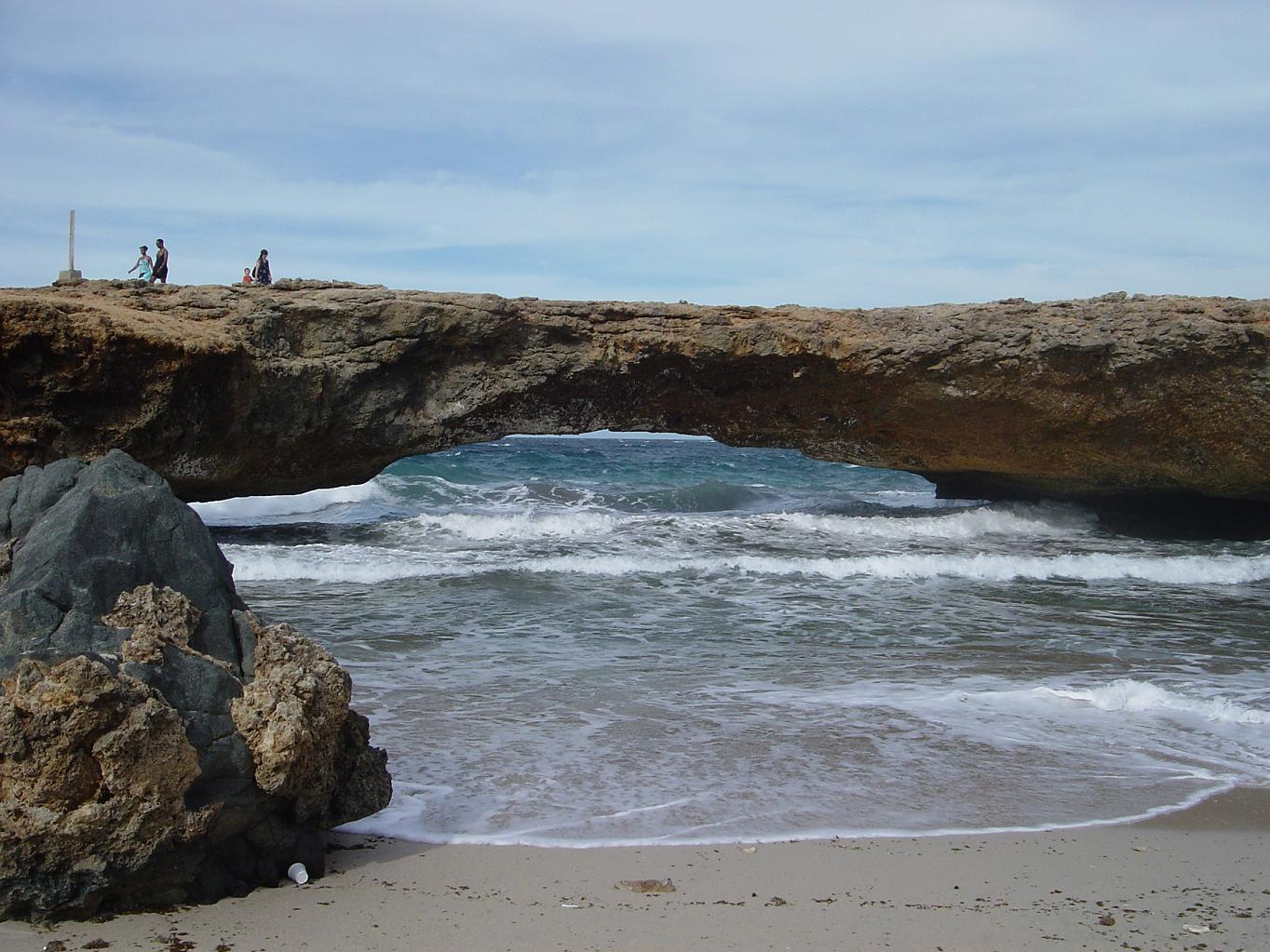
Природный мост на Арубе до обрушения